# Gediminas Kazlauskas
Gediminas Kazlauskas (ur. 22 lutego 1959 w Poniewieżu) – litewski inżynier, przedsiębiorca i polityk, minister środowiska od 2008 do 2012.

## Życiorys
W 1982 ukończył studia w zakresie inżynierii budownictwa przemysłowego i lądowego w Wileńskim Instytucie Inżynierii Budownictwa.
Po ukończeniu studiów pracował jako inżynier w Ministerstwie Szkolnictwa Wyższego i Specjalistycznego oraz Ministerstwie Oświaty Litewskiej SRR. Do 1993 pełnił w wileńskim urzędzie miejskim funkcje zastępcy kierownika wydziału polityki lokalowej oraz kierownika wydziału mieszkań i lokali.
Od 1993 pracował w sektorze prywatnym. W 1993 był dyrektorem ds. budownictwa w spółce "Elara", w latach 1993–1996 dyrektorem ds. promocji i zastępcą dyrektora generalnego w przedsiębiorstwie "Tarptautinė statybos korporacija", a w latach 1996–2001 dyrektorem ds. budownictwa w "Centro klubas". W drugiej połowie lat 90. był także ekspertem Banku Światowego. W latach 2001–2003 pracował jako kierownik projektu w "Krüger A/S" w Danii, a od 2003 na analogicznym stanowisku w spółce "Constructus". Od 2007 do 2008 był dyrektorem ds. budownictwa i dyrektorem generalnym przedsiębiorstwa "Merko statyba".
W grudniu 2008 objął z rekomendacji Partii Wskrzeszenia Narodowego stanowisko ministra środowiska w rządzie Andriusa Kubiliusa. Przystąpił później do Związku Liberałów i Centrum.
W 2012 bez powodzenia kandydował do Sejmu. W grudniu tego samego roku zakończył urzędowanie na stanowisku rządowym.